# Alexandre Barthe
Pour les articles homonymes, voir Barthe.
Alexandre Barthe, né le 5 mars 1986 à Avignon, est un footballeur français.

## Biographie

### Débuts en France
Alexandre Barthe tape ses premiers ballons à 5 ans à l'Union Sportive Avignonnaise. Un an plus tard, il part jouer à Montfavet puis, à sept ans, à la MJC Avignon. Il effectue une année en moins de 13 ans au Pontet puis à Orange avant d'intégrer le centre de formation de l'ASSE à 14 ans. 
Il fait partie de la sélection de Rhône-Alpes qui remporte la Coupe nationale des 14 ans en 2000-2001 aux côtés d'Olivier Giroud notamment. Son contrat est rompu à Saint-Étienne, alors qu'il évolue avec la CFA. Un temps suivi par Liverpool, le défenseur central n'est pas conservé chez les verts. Et, si du Forez à Rodez il n'y a qu'une lettre, il n'y a surtout qu'un pas, et, le jeune défenseur central, ira y faire ses gammes, toujours en CFA.

### Litex Lovetch
Une accession et une saison plus tard en National, Alexandre Barthe effectue le grand saut. A seulement 22 ans, il s’envole pour la Bulgarie. Le Litex Lovetch, club phare du championnat local le met à l’essai  après l’avoir repéré dans les différentes équipes de jeunes de l’équipe de France, où il a notamment été capitaine des U17 et côtoyer, entre autres, Lloris, Kaboul, Diaby ou Gourcuff. L’essai s'avère concluant et le jeune homme vient compléter la colonie de français débarqués cette même saison dont Cédric Cambon, Alexis Bertin, Jérémy Acédo et Wilfried Niflore (que les fans de Football Manager auront reconnu). L’adaptation est difficile et le doute s'installe, Barthe rentrant même un temps à Avignon où l'AC Arles-Avignon lui propose un contrat. Après mure réflexion, il décide finalement de saisir sa chance et de poser définitivement ses valises à Lovech.
S’il ne comptait pas y faire de vieux os, Barthe y reste finalement 3 saisons, le temps de gagner une Coupe de Bulgarie (2008), 2 titres de champions (2010 et 2011) et une Supercoupe de Bulgarie (2010). A l’été 2011, alors qu'il a donné son accord pour rejoindre Boulogne-sur-Mer, il décide contre toute attente de s’engager avec le Ludogorets Razgrad, fraîchement promu en 1re division Bulgare, la « A PFG », après deux montées successives.

### Ludogorets Razgrad
Il s’inscrit donc dans un projet ambitieux mené par l’homme d’affaire Kiril Domuschiev, arrivé au club en 2010, qui y investit lourdement pour en faire le meilleur club du pays. Le club, qui accède à l’élite pour la première fois de son histoire, va collectionner les records, et Barthe n’y sera pas étranger.
Pour sa première saison, il peut compter sur la meilleure défense du pays (16 buts pour 30 matchs) mais aussi sur l'attaque la plus prolifique (73 buts), ce qui lui permet de remporter un triplé historique, Championnat, Coupe, et Supercoupe. Pas mal pour un promu, d’autant que l’exploit est mondial. Un seul club sur la planète est jusque-là parvenu à rafler les trois trophées nationaux à la suite d'une promotion, le FC Talinn Levadia (Estonie), en 1999.
Les Citizens de Razgrad continuent de soigner leurs statistiques et leur palmarès la saison suivante. Ils décrochent un nouveau titre de champion en 2013, bénéficiant d’une défense toujours aussi imperméable (13 buts encaissés en 30 matchs). Barthe impressionne et s’affirme comme la pièce maîtresse du dispositif défensif sur lequel s’appuie le club.
Qualifiés pour les barrages de la Ligue des Champions, ils buttent finalement sur le FC Bâle (6-2 sur les 2 matchs). C’est donc en Ligue Europa que les Aigles de Razgrad devront se faire les serres. Le Ludogorets confirme les promesses entrevues en championnat et survole littéralement son groupe (PSV Eindhoven, Chornomorets Odessa, Dinamo Zagreb). Parti sur les chapeaux de roues, le club entame sa campagne par 3 succès, une première pour une équipe bulgare dans les compétitions européennes au XXIe siècle
Bien loin d’y laisser des plumes, le club, invaincu, est qualifié au bout de 5 journées. Avec 2 buts encaissés en 6 matchs, la défense du Ludogorets au sein de laquelle Barthe a été aligné 5 fois sur 6, a, une fois de plus, joué un rôle primordial dans ce parcours sans faute. En 16e de finale, les Aigles de Razgrad sont confrontés à ceux de la Lazio. Une victoire à l’extérieur 1-0 et un nul 3-3 à la maison les propulsent au tour suivant contre le Valence CF qui les sortiront du tournoi.
Cet exil qui ne devait être qu’une simple étape avant de rentrer dans l’hexagone pourrait finalement se prolonger. Il est donc légitime pour Barthe de s’interroger sur l’opportunité d’un tel retour. Il remet alors en question ce qu’il a mis 6 ans à construire, à savoir, la réputation d’un des meilleurs défenseurs du championnat, il y est surnommé Beckenbauer, et prendre le risque de voir le château de Barthe s’effondrer.
En avril 2013, il confie qu'il est en passe d'obtenir son passeport bulgare. Celui qui était alors parti pour ne rester qu'un an en Bulgarie deviendrait éligible à la sélection nationale. D'autant plus que le sélectionneur de l'époque, Liouboslav Penev, était son ancien entraîneur au Litex.

### Grasshopper Zurich
Contre toute attente, en fin de contrat, Alexandre Barthe décide de tenter sa chance en Suisse au Grasshopper Club Zurich, en quête d'un nouveau challenge. Une expérience beaucoup moins concluante, lors de la saison 2015-2016, il ne dispute que onze rencontres et entame des discussions dès l'été 2016 afin de quitter le club.

### CSKA Sofia
Lors de la Saison 2017-2018, Alexandre Barthe se lance un nouveau un défi, il retourne en Bulgarie et signe au CSKA Sofia.

## Palmarès
- Vainqueur de la Coupe de Bulgarie en 2009 avec le Litex Lovetch
- Vainqueur de la Coupe de Bulgarie en 2012 et 2014 avec le PFC Ludogorets Razgrad
- Vainqueur de la Super-coupe de Bulgarie en 2010 avec le Litex Lovetch
- Vainqueur de la Super-coupe de Bulgarie en 2012 avec le PFC Ludogorets Razgrad
- Champion de Bulgarie en 2010 et 2011 avec le Litex Lovetch
- Champion de Bulgarie en 2012, 2013, 2014 et 2015 avec le PFC Ludogorets Razgrad